# Comuna Stavkî, Radomîșl
Lenine (în ucraineană Ставецька сільська рада) este o comună în raionul Radomîșl, regiunea Jîtomîr, Ucraina, formată din satele Stavkî (reședința), Mareanivka și Rudnea-Horodețka.

## Demografie
Componența lingvistică a comunei Lenine
     Ucraineană (99,11%)
     Alte limbi (0,89%)
Conform recensământului din 2001, majoritatea populației comunei Lenine era vorbitoare de ucraineană (99,11%), existând în minoritate și vorbitori de alte limbi.